# Холодная война в 1970-е годы
Хронология Холодной войны
- 1943
- 1944
- 1945
- 1946
- 1947
- 1948
- 1949
- 1950
- 1951
- 1952
- 1953
- 1954
- 1955
- 1956
- 1957
- 1958
- 1959
- 1960
- 1961
- 1962
- 1963
- 1964
- 1965
- 1966
- 1967
- 1968
- 1969
- 1970
- 1971
- 1972
- 1973
- 1974
- 1975
- 1976
- 1977
- 1978
- 1979
- 1980
- 1981
- 1982
- 1983
- 1984
- 1985
- 1986
- 1987
- 1988
- 1989
- 1990
- 1991

Военно-политическая карта мира

## Длящиеся события 1960-х годов
- Арабо-израильский конфликт(Египетско-израильская война на истощение)
- Вторая Индокитайская война
- Конфронтация
  - Северного и Южного Вьетнама
  - Западной и Восточной Германии
  - Китайской Народной Республики и Республики Китай
  - Северной и Южной Кореи
- Свинцовые семидесятые в Италии
- Североирландское движение за независимость

## 1970
перейти:
- 15 января: Гражданская война в Нигерии заканчивается тем, что мятежная Биафра остаётся в составе Нигерии.
- 5 марта: Договор о нераспространении ядерного оружия, ратифицированный Соединённым Королевством, Советским Союзом и Соединёнными Штатами, вступает в силу.
- 18 марта: Лон Нол захватывает власть в Камбодже и устанавливает Кхмерскую Республику. Красные кхмеры и вьетнамские коммунисты нападают на новый режим, который хочет положить конец северовьетнамскому присутствию в Камбодже.
- 7 августа: Война на истощение заканчивается соглашением о прекращении огня.
- 12 августа: Советский Союз и Западная Германия подписывают соглашение в Москве.
- 17 августа: Запуск «Венеры-7»
- 6 сентября: В Иордании начинается «Чёрный сентябрь».
- 24 октября: Сальвадор Альенде становится президентом Чили после того, как результаты выборов подтвердил Чилийский конгресс.
- 18 ноября: Начинается помощь Соединённых Штатов Камбодже в поддержку режима Лон Нола.
- 15 декабря: «Венера-7» приземляется на Венере, став первым космическим кораблём, который мягко приземлился на другой планете.

## 1971
перейти:
- 25 января: Иди Амин возглавляет военный переворот против Милтона Оботе в Уганде и объявляет себя президентом Уганды. При Амине, Уганда переключится на интеграцию в Советский блок и развивает долгосрочные связи с Советским Союзом и Восточной Германией.
- 8 февраля: Южновьетнамские силы входят в Лаос, чтобы ликвидировать тропу Хо Ши Мина.
- 11 февраля: Подписание Договора по морскому дну, запрещающий размещение ядерного оружия за пределами 12-мильной (22,2 км) прибрежной зоны страны.
- 10 марта: В Доминионе Цейлон объявлено чрезвычайное положение после того, как Фронт освобождения коммунистического народа нападает на американское посольство.
- 26 марта: Бангладешская декларация независимости. Начинаются Бангладешская освободительная война и геноцид.
- 19 апреля: Запуск «Салюта-1», первой космической станции.
- 15 мая: «Корректирующая революция» Анвара Садата очищает членов правительства и сил безопасности от сторонников Гамаля Абдель Насера и в конечном итоге высылает советских военных из Египта.
- 28 мая: Запуск «Марса-3».
- 30 мая: Запуск «Маринера-9».
- 23 августа: вооружённое восстание отряда 684 в Республике Корея.
- Сентябрь: 105 советских дипломатов изгнаны из Великобритании премьер-министром Эдвардом Хитом.
- 3 сентября: Соглашение четырёх держав в Берлине подписано Соединённым Королевством, Советским Союзом, Францией и Соединёнными Штатами.
- 11 сентября: Смерть Никиты Хрущёва.
- 11 октября: «Салют-1» сгорает в верхних слоях атмосферы.
- 25 октября: Генеральная Ассамблея Организации Объединённых Наций приняла резолюцию 2758, признавая Китайскую Народную Республику как единственное законное правительство Китая, что ведёт к потере Тайваня своего членства в ООН.
- 26 октября: Матье Кереку захватывает власть в Республике Дагомея, переименовывает её в Бенин и объявляет её марксистско-ленинистским государством.
- 14 ноября: «Маринер-9» прибывает на орбиту Марса, став первым космическим кораблём, который зашёл на орбиту другой планеты.
- 2 декабря: «Марс-3» прибывает на орбиту Марса и отцепляет свой спускаемый модуль. Спускаемый модуль успешно стал первым космическим аппаратом, который совершил мягкую посадку на Марсе, передает на Землю в течение 20 секунд.
- 3 декабря: Войска Индии вступают в Бангладеш после того, как Пакистан наносит упреждающие воздушные удары по индийским аэродромам.
- 16 декабря: генерал-лейтенант А. Ниази, командующий пакистанской армии, дислоцированной в Восточном Пакистане, подписывает акт о безоговорочной капитуляции, который принимается генерал-лейтенантом Ягджит Сингхом Ауророй, командующим объединёнными бангладеш-индийскими силами. Бангладеш официально признан суверенным государством странами Советского блока.

## 1972
перейти:
- 30 января: В Дерри, Северная Ирландия, происходит «Кровавое воскресенье».
- 21 февраля: Президент США Ричард Никсон посещает Китай, это первый визит президента США с момента создания Китайской Народной Республики.
- 30 марта: НФОЮВ идёт в Тэтское наступление в Южном Вьетнаме, но терпит поражение от южно-вьетнамского режима, получившего мощную американскую авиационную поддержку.
- Апрель: Массовые убийства, известные как Икиза, произошли в Бурунди, совершенном армией, в которой доминировали тутси против хуту.
- 10 апреля: Подписана Конвенция о биологическом оружии, запрещающая производство, развитие и хранение биологического оружия.
- 26 мая: Стратегические переговоры об ограничении стратегических вооружений (SALT I) сигнализируют о начале разрядки между США и СССР.
- 1 сентября: Бобби Фишер побеждает Бориса Спасского в шахматном матче в Рейкьявике, Исландия, став первым официальным американским чемпионом по шахматам («Матч века»).
- 2-28 сентября: Серия «Саммит», турнир по хоккею на льду между Канадой и Советским Союзом.
- 21 сентября: Президент Филиппин Фердинанд Маркос объявляет в стране военное положение в ответ на растущую коммунистическую угрозу на Филиппинах.
- 18 декабря: Президент США Ричард Никсон объявляет о начале кампании массовой бомбардировки в Северном Вьетнаме.

## 1973
перейти:
- 27 января: Парижские мирные соглашения прекращают американское участие в войне во Вьетнаме. Конгресс сокращает средства на продолжающуюся бомбардировку Индокитая.
- 21 февраля: Подписано Вьентьянское соглашение о прекращении огня в гражданской войны в Лаосе. Договор требует удаления всех иностранных военных из Лаоса. Договор призывает к созданию коалиционного правительства, но не реализуется.
- 21 июня: Западная Германия и Восточная Германия допущены в Организацию Объединённых Наций.
- 10 июля: Багамские острова становятся независимыми от Великобритании.
- 11 сентября: Военный переворот в Чили — демократически избранный президент Сальвадор Альенде, свергнут и убит во время переворота во главе с генералом Аугусто Пиночетом.
- 6 октября: Война Судного дня — Израиль подвергается нападению Египта и Сирии, война заканчивается прекращением огня.
- 14 октября: Восстание в Таиланде.
- 22 октября: Египет переходит в американский лагерь, приняв предложение США о прекращении огня во время войны в октябре 1973 года.
- 11 ноября: Советский Союз объявляет, что из-за противодействия недавнему свержению правительства Чилийского президента Сальвадора Альенде сборная СССР по футболу не будет играть в футбольном матче чемпионата мира против чилийской команды, если матч будет проходить в Сантьяго.

## 1974
перейти:
- 7 февраля: Гренада становится независимой от Великобритании.
- 25 апреля: Португальские вооружённые силы восстают против авторитарного режима Эстадо Ново. Фашизм в Португалии официально закончился, Испания стала последней и единственной фашистской страной в мире.
- Июнь: СЕАТО официально упраздняется после того, как Франция покинет организацию.
- 26 июня: НАТО проводит саммит в Брюсселе, первый с 1957 года, который состоится.
- 28 июня: Начинается Московский саммит, на котором Президент США Ричард Никсон встречается с советским лидером Леонидом Брежневым.
- 9 августа: Уотергейтский скандал подходит к концу: Ричард Никсон слагает с себя президентские полномочия в пользу госсекретаря Генри Киссинджера. Джеральд Форд становится президентом Соединённых Штатов после отставки Никсона.
- 4 сентября: Соединённые Штаты начинают дипломатические отношения с Восточной Германией.
- 12 сентября: Прозападный монарх Эфиопии, Хайле Селассие, вытеснен марксистской военной хунтой, известной как «Дерг».
- 24 ноября: Соглашение по контролю над стратегическими вооружениями SALT II принято во Владивостоке.

## 1975
перейти:
- 3 января: В Соединённых Штатах подписан Закон о торговле 1974 года, включая поправку Джексона-Ваника.
- 13 апреля: Напряжённость между маронитскими христианами и мусульманами провоцирует гражданскую войну в Ливане.
- 18 апреля: Красные кхмеры под руководством Пол Пота захватывают власть в Камбодже. Начало камбоджийского геноцида.
- 30 апреля: Северный Вьетнам побеждает в войне во Вьетнаме. Режим Южного Вьетнама пал с капитуляцией Сайгона, два государства объединены в одну страну под коммунистическим правительством.
- 12 мая: Инцидент с Mayagüez: Красные кхмеры захватывают американский военный корабль, побуждая американское вмешательство вернуть корабль и его команду. В итоге, команда освобождена из плена.
- 8 июня: Запущен «Венера-9», советский космический аппарат на Венеру.
- 25 июня: Португалия уходит из Анголы и Мозамбика, где установлены марксистские правительства, первое при поддержке кубинских войск. В разразившуюся гражданскую войну в Анголе, вмешиваются соседние мозамбикцы, южноафриканцы и кубинцы, а также советские военные.
- Июль: Проект испытательного проекта «Аполлон-Союз». Это первый совместный космический проект США и СССР. Миссия рассматривается как символ разрядки и конец «космической гонки».
- 5 июля: Кабо-Верде становится независимым от Португалии.
- 6 июля: Коморы становятся независимыми от Франции.
- 12 июля: Сан-Томе и Принсипи становятся независимыми от Португалии.
- 1 августа: Заключительный акт Конференции по безопасности и сотрудничеству в Европе в Хельсинки, подписанный Соединёнными Штатами, Канадой, Советским Союзом и Европой.
- 9 октября: Андрею Сахарову присуждается Нобелевская премия мира.
- 30 октября: Вспыхивает война в Западной Сахаре между Марокко, Мавританией и Фронтом Полисарио.
- Ноябрь: Начало операции «Кондор» в Южной Америке.
- 20 ноября: Смерть Франциско Франко, последнего фашистского диктатора.
- 25 ноября: Суринам официально получает независимость от Нидерландов.
- 28 ноября: После краткосрочной гражданской войны Восточный Тимор объявляет о своей независимости.
- 29 ноября: Патет Лао берет власть в Лаосе.
- 7 декабря: Начинается операция «Лотос», индонезийские войска вторгаются в Восточный Тимор. Накануне президент США Джеральд Форд дал зелёный свет вторжению на встрече с президентом Индонезии Сухарто в Джакарте. Начинается 25-летняя оккупация Восточного Тимора.

## 1976
перейти:
- 8 января: Смерть Чжоу Энлая.
- Февраль: Советские и кубинские силы приводят к власти в Анголе коммунистическое правительство.
- 24 марта: Процесс национальной реорганизации захватывает власть в Аргентине после успешного военного переворота и начинает военные действия против партизан. Президентом становится Хорхе Рафаэль Видела.
- 29 июня: Сейшельские острова становятся независимыми от Великобритании в соответствии с статусом Содружества.
- 2 июля: Вьетнам воссоединился.
- 20 июля: Американские военнослужащие выводятся из Таиланда.
- 1 сентября: Создан «Сафари-клуб».
- 9 сентября: Смерть Мао Цзэдуна.
- 6 октября: Бойня в Университете Таммасат, в Бангкоке, Таиланд.
- 4 декабря: Начинается мятеж в Ачехе.

## 1977
перейти:
- 1 января: Чехословацкими интеллектуалами, включая Вацлава Гавела, подписана «Хартия-77».
- 20 января: Джимми Картер становится президентом Соединённых Штатов.
- 6 июня: Государственный секретарь США Сайрус Вэнс заверяет скептиков, что администрация Картера привлечёт СССР к ответственности за недавние подавления советских правозащитников.
- 27 июня: Джибути становится независимым от Франции.
- 30 июня: Администрация Картера отменяет программу ОКР по запланированному бомбардировщику B-1 «Лэнсер».
- 23 июля: Сомали нападает на Эфиопию, начинается война за Огаден.

## 1978
перейти:
- 29 января: Из-за территориального спора о Полосе Аузу начинается Чадско-Ливийский конфликт.
- 15 марта: Война за Огаден заканчивается прекращением огня.
- 27 апреля: Президент Афганистана Сардар Мохаммед Дауд убит в результате переворота во главе с прокоммунистическими повстанцами.
- 1 октября: Тувалу становится независимым от Великобритании в качестве члена Британского Содружества.
- 30 октября: Уганда вторгается в Танзанию, начинается Угандийско-Танзанийская война. Уганда поддерживается Ливией и ООП, в то время как Танзания поддерживается Китаем, Алжиром и Эфиопией.
- 3 ноября: Доминикана становится независимой от Великобритании.
- 18 декабря: Дэн Сяопин объявляет о реформе и открытии Китая для внешнего мира.
- 25 декабря:
  - Вьетнамские войска вторгаются в Камбоджу.
  - В Афганистане установлен коммунистический режим.

## 1979
перейти:
- 1 января: Соединённые Штаты и Китай нормализуют дипломатические отношения.
- 7 января: Вьетнамская армия свергает режим красных кхмеров в Камбодже и устанавливает там провьетнамское и просоветское правительство.
- 16 января: Иранская революция свергает прозападного шаха Мохаммеда Реза Пехлеви и устанавливает теократию под руководством аятоллы Рухоллы Хомейни. СЕНТО распускается.
- 17 февраля: Китайско-вьетнамская война, Китай предпринимает неудачную карательную акцию против Вьетнама, чтобы наказать Вьетнам за вторжение в Камбоджу.
- 22 февраля: Сент-Люсия становится независимой от Великобритании.
- 13 марта: В Гренаде в ходе госпереворота к власти приходит левая партия Новое движение ДЖУЭЛ.
- 11 апреля: Угандийско-Танзанийская война заканчивается победой Танзании и падением Кампалы. Президент Уганды Иди Амин свергнут, что позволяет Национальному фронту освобождения Уганды захватить власть в стране.
- 4 мая: Маргарет Тэтчер избрана премьер-министром Соединённого Королевства, став первой женщиной, которая возглавила крупную западную демократию.
- 9 мая: В Сальвадоре начинается война между повстанцами, возглавляемыми марксистами, и поддерживаемым США правительством.
- 2 июня: Папа Иоанн Павел II начинает свой первый пастырский визит на свою родину, в Польшу.
- 18 июня: Президент США Джимми Картер и советский лидер Леонид Брежнев подписывают соглашение SALT II, сформулированы ограничения и руководящие принципы для нераспространения ядерного оружия.
- 3 июля: Президент США Джимми Картер подписывает первую директиву о финансовой помощи противникам просоветского режима в Афганистане.
- 16 июля: Саддам Хусейн становится президентом Ирака после того, как Ахмед Хасан аль-Бакр уходит в отставку.
- 17 июля: Сандинисты, возглавляемые марксистами, свергают поддерживаемую США диктатуру Анастасио Сомосы в Никарагуа. Вскоре после этого начинается сопротивление Контрас.
- 3 августа: Президент Экваториальной Гвинеи Франциско Масиас Нгема был свергнут переворотом во главе с Теодоро Обианг Нгема Мбасого.
- Сентябрь: Нур Мохаммед Тараки, марксистский президент Афганистана, убит в результате дворцового переворота. Пост президента занят премьер-министром Хафизуллой Амином.
- 4 ноября: Иранские студенты захватывают американское посольство в поддержку иранской революции. Кризис с заложниками в Иране продолжается до 20 января 1981 года.
- 20 ноября — 4 декабря: Джухайман аль-Отайби и его последователи захватили Великую мечеть в Мекке, Саудовская Аравия.
- 12 декабря: Решение о Двойном пути НАТО предлагает взаимные ограничения по баллистическими ракетам, в случае разногласий НАТО обещает развернуть больше ядерных ракет средней дальности в Западной Европе.
- 21 декабря: Война в Родезии заканчивается подписанием соглашения в Ланкастере. Зимбабве предоставляется независимость от Великобритании.
- 24 декабря: Советский Союз вторгается в Афганистан, 27 декабря в результате советской диверсионной акции убит президент страны Хафизулла Амин, начинается полномасштабная советская война в Афганистане и как результат - окончание периода разрядки.